# سمتشول (عشر ستاق)
سمتشول (بالفارسية: سمچول) هي قرية تقع في إيران في قسم عشر ستاق الريفي. يقدر عدد سكانها بـ 182 نسمة بحسب إحصاء 2016.